# Apache Traffic Server

LAMP (here additionally with Apache Traffic Server, Polipo, or Squid)

Apache Traffic Server (TS) — модульный высокопроизводительный веб-сервер и кеширующий прокси-сервер, сравнимый по возможностям с Nginx и Squid. Создан в Inktomi как коммерческий продукт Inktomi Traffic Server. Позже Inktomi была приобретена компанией Yahoo, и TS широко использовался для основных веб-сервисов Yahoo (Sports, Mail, Finance). В июле 2009 Yahoo передала программу с исходными текстами в проект Инкубатор Apache. 21 апреля 2010, статус Traffic Server был повышен до полноценного проекта (TLP).
Производительность Traffic Server может достигать 200 тысяч запросов в секунду на небольших объектах, хранящихся в кеше. На выставке Cloud Computing Expo 2009, представители Yahoo заявили, что TS обслуживает около 400 терабайт трафика ежедневно, используя для этого всего 150 серверов. В Yahoo TS используется для публикации статического контента (изображения, JavaScript, CSS, HTML) и передачи запросов на динамический контент к классическим веб-серверам, таким как Apache HTTP Server.

## Протоколы
Поддерживает протоколы:
- WCCP (Web Cache Communication Protocol);
- HTTP/1.1
- HTTP/2.0
- IPv4, IPv6
- ICP (Internet Cache Protocol - удалён в пользу CARP начиная с 7.0.0[8][9])